# Leucocorie

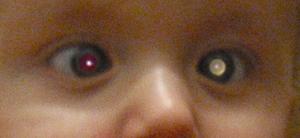
Enfant avec une leucocorie à l'œil gauche, due à un rétinoblastome

La leucocorie est un reflet blanchâtre de la pupille présent notamment en cas de cataracte, de rétinoblastome (tumeur de la rétine) ou d'un mélanome du corps ciliaire. Il peut également s'agir de fibres à myéline, une anomalie congénitale des fibres rétiniennes.
Dans la forme oculaire de toxocarose on observe la leucocorie signalant la zone qui contient le nématode,.
Les affections rares comme la maladie de Coats ou la maladie de Norrie présentent la leucocorie dans leur tableau de symptômes. 